# Боярський академічний ліцей «Гармонія»
Києво-Святошинська районна класична гімназія — гімназія у місті Боярка. Заснована у 1999 році.
Гімназія — загальноосвітній навчальний заклад ІІ-ІІІ ступенів навчання з поглибленим вивченням окремих предметів відповідно до профілю.
II ступінь (1 — 5 класи гімназії) — профільне диференційоване навчання, що забезпечує базову середню освіту та підготовку учнів до свідомого вибору предметів для поглибленого вивчення.
Головна мета гімназії — забезпечення реалізації права громадян на здобуття повної загальної середньої освіти підвищеного рівня; створення умов для виявлення і розвитку творчих здібностей і обдарувань талановитої молоді, залучення її до систематичної науково-дослідницької, пошукової, експериментальної роботи; формування і розвиток соціально зрілої, життєво компетентної, творчої особистості з усвідомленою громадянською позицією, почуттям національної свідомості, підготовленої до професійного самовизначення.
Прийом учнів до гімназії здійснюється відповідно до Правил конкурсного прийому учнів до Києво-Святошинської районної класичної гімназії.
У 2003—2004 н.р. у закладі навчається 854 учнів.
Навчають гімназистів 109 вчителів, серед яких 12 «Вчителів-методистів», 17 «Старших учителів», 2 викладачі вузів.
Гімназія забезпечує випускникам класичну освіту, в основу якої покладено гуманітарні предмети: мови (українська, англійська, німецька, французька, італійська, латина), історію, основи філософії, етику, естетику, психологію, риторику, античну, слов'янську та зарубіжну літератури. У гімназії діє система роботи з обдарованими та здібними дітьми відповідно до програми «Обдарована дитина».
При гімназії створено центр «Орієнтир» для дошкільної підготовки дітей віком 4 — 5 років, працюють загальноосвітні класи І ступеня навчання з поглибленим вивченям іноземних мов. Гімназія є експериментальним майданчиком Інституту педагогіки і психології професійної освіти АПН України. Створено «Економікс-клуб», який працює за програмою «Підготовка учнів до підприємницької діяльності» під керівництвом доктора психологічних наук Н. А. Побірченко.
Другий рік у гімназії діє експериментальний майданчик по впровадженню проекту «Крок за кроком до життєвої компетентності та успіху» за авторською програмою кандидата історичних наук І.Г.Єрмакова, співробітника кафедри педагогічних інновацій АПН України. Початок XXI століття означений складним пошуком нової філософії виховання та навчання дітей і юнацтва. Її стрижень — розвивальна життєтворча домінанта; виховання відповідальної особистості, яка здатна до саморозвитку, самостійно, незалежно будувати свою долю, стосунки зі світом, реалізувати життєве призначення через власний вибір.
Ціннісні і цільові засади життєвої компетентності всебічно розкриті, науково обґрунтовані у Концепції 12-річної середньої загальноосвітньої школи. Перехід до дванадцятирічної середньої школи зумовлює потребу переведення різних типів шкіл з режиму функціонування в режим випереджувального розвитку, який би сприяв створенню умов для становлення дитини як творця і проектувальника свого життя, оволодіння нею життєвою компетентністю.

## Персоналії
Ярослав Гринюк - мол. Науковий співробітник НАН України
Жмуд Олександр - провідний інженер програміст НАН України

## Адреса гімназії
Україна
08153 Київська обл.,
м. Боярка, вул. Седова 7

### Директор гімназії
- Сушко Світлана Миколаївна